# Langeafstandswandelpad

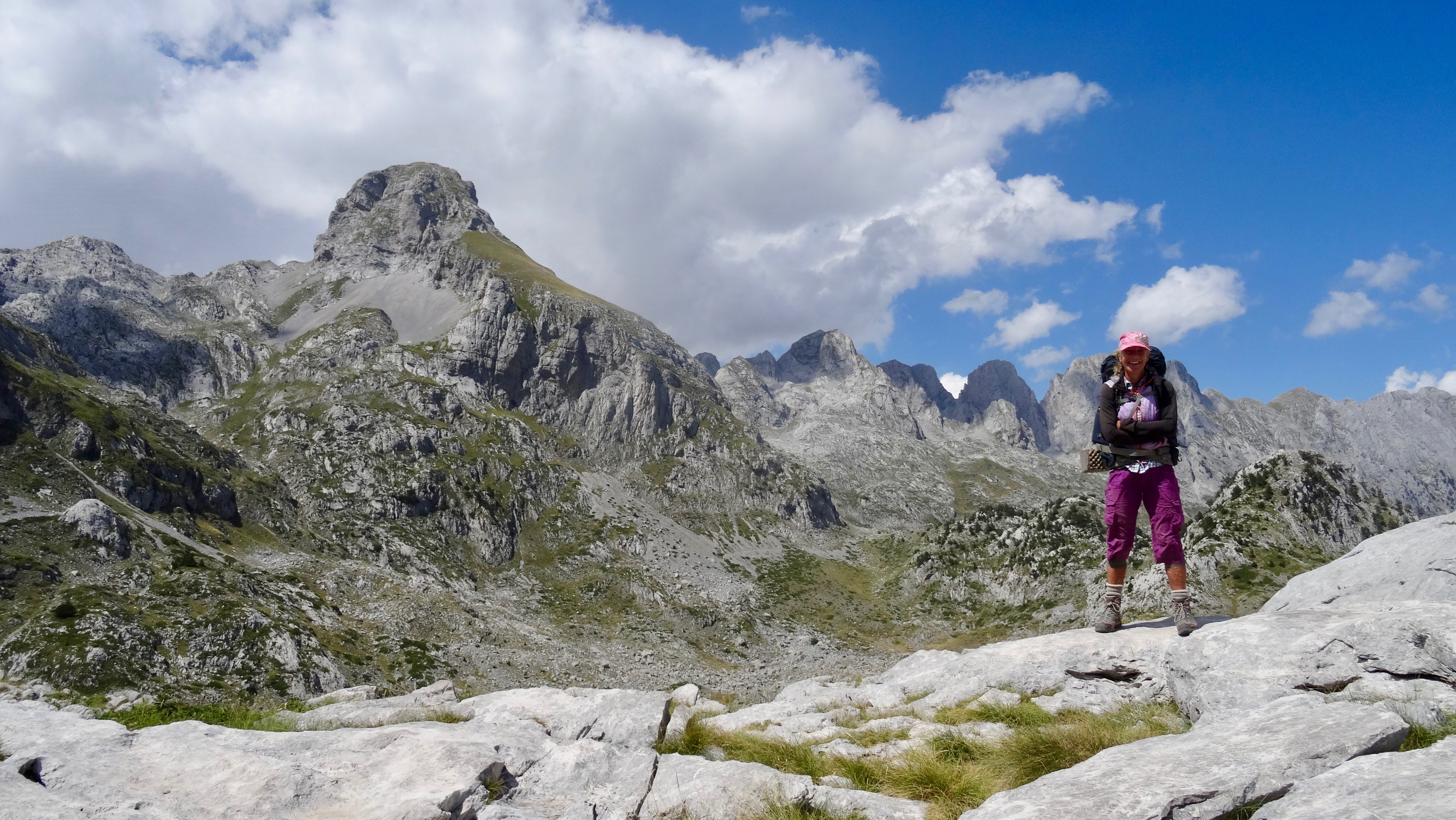

Een langeafstandswandelpad is een recreatief wandelpad met een grote lengte dat meestal doorheen natuur- of landelijke gebieden gaat. Ze komen voor op ieder werelddeel (met uitzondering van Antarctica).
Langeafstandswandelpaden zijn meestal minstens 50 km lang, al zijn er veel die honderden kilometers lang of zelfs langer zijn. De meeste routes zijn aangeduid op kaarten en bewegwijzerd. Ze kunnen zowel openbaar als particulier terrein doorkruisen.
De meeste langeafstandswandelroutes hebben een onverharde bodem, waardoor op sommige plaatsen het pad oneffen en ruw kan zijn. Bepaalde populaire routes of delen van routes kunnen daarentegen evengoed verhard of speciaal aangelegd zijn.

## Voorbeelden

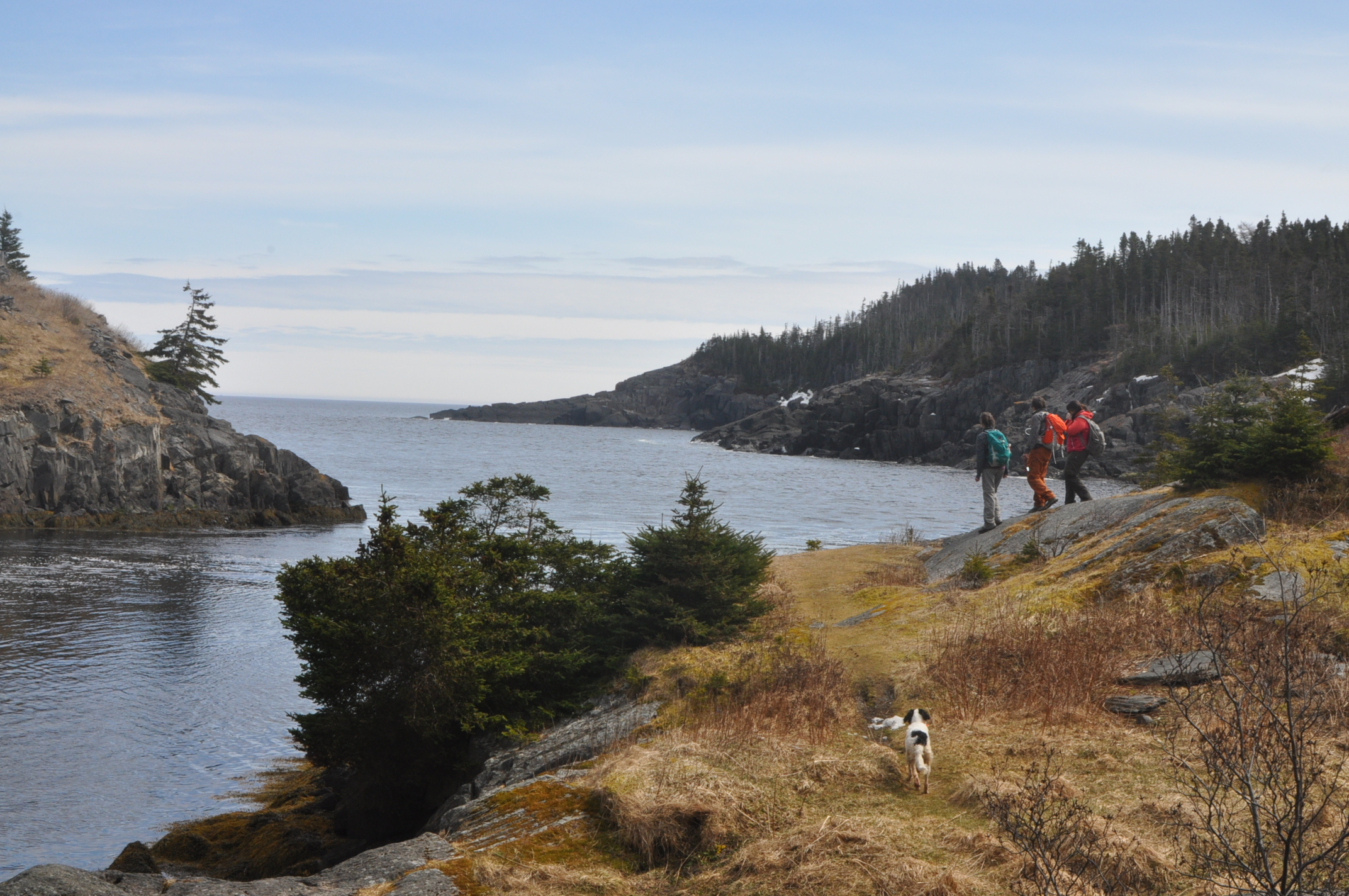
Wandelaars bij La Manche langs de ruim 300 km lange East Coast Trail (Newfoundland)

De meeste Europese landen hebben eigen netwerken van langeafstandswandelpaden. In West-Europa vormen de GR-paden een netwerk aan langeafstandswandelpaden over de grenzen heen. Ze zijn herkenbaar aan de rood-witte strepen die aangebracht worden langs het traject. Deze GR-paden (en andere langeafstandspaden in landen waar geen GR's bestaan) zijn aan elkaar gekoppeld in een netwerk van met een E-nummer bewegwijzerde Europese wandelroutes.
Canada en de Verenigde Staten hebben hun eigen netwerken, respectievelijk de Trans Canada Trail en het National Trails System, die uit verscheidene verschillende langeafstandswandelpaden bestaan. Voorbeelden zijn de East Coast Trail in Canada en de Appalachian Trail in de VS
Belangrijke netwerken van langeafstandswandelpaden bestaan ook in onder andere de Andes en de Himalaya en in landen zoals Australië, Brazilië en Japan.